# Pavillion
Pavillion è un centro abitato (town) degli Stati Uniti d'America, situato nella Contea di Fremont nello Stato del Wyoming. Nel censimento del 2000 la popolazione era di 165 abitanti.

## Geografia fisica
Secondo i rilevamenti dell'United States Census Bureau, la località di Pavillion si estende su una superficie di 0,5 km², tutti occupati da terre.

## Popolazione
Secondo il censimento del 2000, a Pavillion vivevano 165 persone, ed erano presenti 50 gruppi familiari. La densità di popolazione era di 332,5 ab./km². Nel territorio comunale si trovavano 89 unità edificate. Per quanto riguarda la composizione etnica degli abitanti, il 93,94% era bianco, l'1,82% era nativo, lo 0,61% apparteneva ad altre razze e il 3,64% a due o più. La popolazione di ogni razza ispanica corrispondeva al 2,42% degli abitanti.
Per quanto riguarda la suddivisione della popolazione in fasce d'età, il 21,8% era al di sotto dei 18, il 9,1% fra i 18 e i 24, il 20,6% fra i 25 e i 44, il 32,7% fra i 45 e i 64, mentre infine il 15,8% era al di sopra dei 65 anni di età. L'età media della popolazione era di 44 anni. Per ogni 100 donne residenti vivevano 96,4 uomini.